# Peter Söderberg
Peter (Petter) Söderberg, född 1728, död 1775 i Stockholm, var en svensk hovbildhuggare.
Han var son till slaktarskrivaren Lars Söderberg och Maria Holm och gift med Brita Stina Widegren. Söderberg som titulerades hovbildhuggare skar nya nummertavlor och de skulpturala partierna till altaret och nya nummertavlor i Adolf Fredriks kyrka i Stockholm 1773–1774 efter Carl Fredrik Adelcrantz ritning.